# Laughing With
«Laughing With» —del inglés: «Riendo con»— es una canción de la cantautora ruso estadounidense Regina Spektor, lanzada como primer sencillo de su quinto álbum de estudio Far. El 8 de mayo de 2009 la cantante lo publicó por primera vez en la red social MySpace y fue lanzado oficialmente en descarga digital el 18 de mayo en varias partes de Europa y en los Estados Unidos y Canadá el 19 de mayo. La producción del sencillo corrió por cuenta de Garrett «Jacknife» Lee, uno de los cuatro productores involucrados en el proyecto Far. La cineasta Adria Petty dirigió el video musical de esta canción que salió a la luz por primera vez en la plataforma iTunes el 26 de mayo de 2009.

## Lírica y melodías

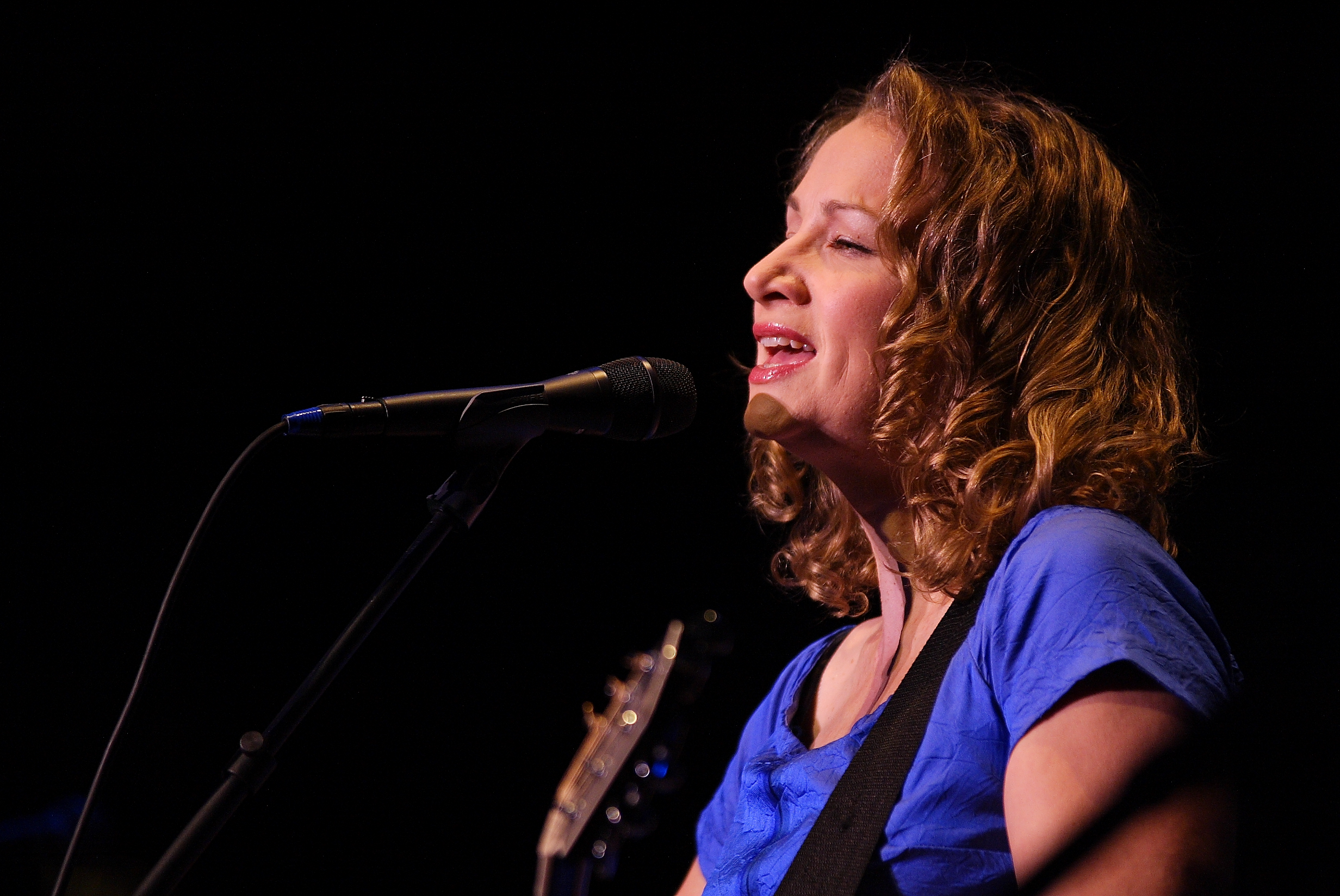
«Laughing With» fue comparada con la canción de 1995 «One of Us» de Joan Osborne (en imagen)

La canción tiene por tema principal el cuestionamiento sobre la existencia de Dios en diferentes situaciones extremas y de la vida cotidiana. Edna Gundersen de USA Today señaló que Spektor tomó el concepto de no hay ateos en las trincheras y lo aplicó de manera «conmovedora y extravagante» para enumerar diferentes situaciones que inducen miedo e impulsan la fe; también en el sitio web de este periódico la pista apareció destacada y fue escogida como la «elección de la semana» el 7 de junio de 2009. Cristina Black, para Villagevoice.com consideró que por su lírica fue una decisión provocativa para ser el primer corte de difusión de Far. Sin embargo, Spektor afirmó que es una buena elección para introducir el álbum porque este es una obra «introspectiva». Black también comparó el sencillo con la canción de 1995 «One of Us» de Joan Osborne, y sobre su estilo, afirma que el piano presente en «Laughing With» contiene influencias de música clásica y las vocales son «juguetonas y anhelantes» con un tono pegadizo. Stereogum.com también trazó un paralelismo entre esta canción y «One of Us» por los temas teológicos abordados, aunque prefirió tildarla como «una balada sombría de piano» y señaló que otro track de Far, «Human of the Year», contiene incluso más metáforas religiosas. Robert Christgau llamó a «Laughing With» «la respuesta sensible de los teístas a "One of Us"», mientras que David Bevan de Spin dijo que la canción es «desgarradoramente intensa» y también la asoció con el sencillo de 1995. Wyatt Mason en una nota para The New York Times de 2012 incluyó a «Laughing With» en su lista de las ocho mejores canciones de Spektor y la llamó «trascendental».

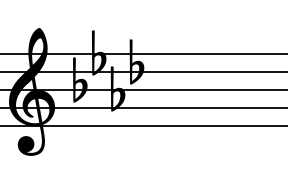
La canción está escrita en la tonalidad fa menor.

La reseña de Matthew Perpetua para Pitchfork habla de la canción como una «baja» en comparación con los éxitos previos de Spektor. Describió la música como «una balada moderna y sincera», pero insiste en que canciones como «Fidelity», «Edit» y «Us» están mejor logradas. Sobre la lírica, dice que para un tipo de público los versos puede ser «excesivamente banales», pero destaca la manera en la que la cantante se compromete con la letra y enfatiza su mensaje. 
Afirma «esta bien ejecutada en sus propios términos» y concluye que aunque no «es una gran obra de arte, es efectiva». El sitio web español Jenesaispop también coincidió que «Laughing With» es diferente del resto de las canciones del álbum anterior de Spektor Begin to Hope. Se refiere a ella como una «balada al piano algo insulsa» y que su letra es «una reflexión sobre los momentos en que escogemos reírnos con Dios y reírnos de Dios».  Courtney Murphy de Blogcritics.org la comparó con otra canción de Spektor, «Blue Lips», por portar ambas una intencionalidad clara de reflexión y concluyó «"Laughing With" es una canción para aquellos que están cuestionando, o simplemente intentando reconectar con un ser superior y tienen problemas para afrontar los hechos solos».
De acuerdo con una partitura publicada por EMI Music Publishing en el sitio web Musicnotes.com, la pista tiene un ritmo moderado de 77 pulsaciones por minuto con un compás simple y está escrita en la tonalidad fa menor.

## Producción y difusión
La producción del sencillo corrió por cuenta de Garrett «Jacknife» Lee, uno de los cuatro productores involucrados en el proyecto Far , asesorado a su vez por el expresidente de la discográfica Sire Michael Goldstone —encargado de la realización del anterior álbum de estudio de Spektor Begin to Hope de 2006—.

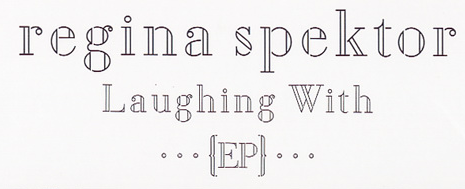
Logo en texto del EP Laughing With

Spektor tocó la canción en los programas televisivos estadounidenses Late Night with David Letterman y Good Morning America. También se produjo un EP titulado Laughing With en un esfuerzo para promocionar el álbum de estudio Far de donde se desprende el sencillo. Lo encabezaba la canción homónima y «Folding Chair» (ambas inéditas), «The Call», conocida por integrar la banda sonora de la película de 2008 Las crónicas de Narnia: el príncipe Caspian, y «The Noise» del álbum en vivo de Spektor Live from Bull Moose. Se lanzó el 9 de junio de 2009 como edición limitada solo disponible selectas disquerías de Estados Unidos, con empaque de cartón (cardboard sleeve). Previo al lanzamiento del álbum, Spektor tocó en el Beacon Theatre de Nueva York el 17 de junio de 2009. Las entradas incluían un acceso a la descarga gratuita de «Laughing With» y «Blue Lips».
El video musical de «Laughing With» se publicó por primera vez el 26 de mayo de 2009 exclusivamente en la plataforma iTunes, estrategia para estimular mayor cantidad de órdenes de precompra del álbum en este sitio web. El día de su lanzamiento logró la primera posición en la lista  iTunes Alternative Video Chart y generó más de 500 000 reproducciones. Luego fue subido al canal oficial de Regina Spektor en Youtube, plataforma donde superó las siete millones de reproducciones. La dirección corrió por cuenta de la directora de videoclips Adria Petty mientras que la producción del mismo estuvo a cargo de Sheli July y Harvest Films. El video contiene secuencias que evocan la obra de artistas como René Magritte, M.C. Escher y Salvador Dali.

## Posicionamiento en las listas
En las listas musicales, alcanzó el puesto 34 en el Ultratop de la región flamenca de Bélgica; se mantuvo girando en el chart por nueve semanas consecutivas. Logró entrar en la lista Adult Top 40 de Billboard gracias a la difusión de la canción en selectas radios estadounidenses de rock dirigidas a una audiencia adulta.
Con el lanzamiento en 2010 del álbum en vivo Live in London —donde se incluyó «Laughing With»— la canción volvió a circular en los charts un año después de su lanzamiento, y debutó en listas en las que anteriormente no pudo, como en el caso de Hot Singles Sales de Billboard, donde escaló hasta la decimocuarta posición y se mantuvo allí cinco semanas.
| País              | Lista                       | Mejor posición | Ref.   |
| ----------------- | --------------------------- | -------------- | ------ |
| Bélgica (Flandes) | Ultratop 50                 | 34             | [ 24 ] |
| Estados Unidos    | Billboard Hot Singles Sales | 14             | [ 23 ] |

## Lista de canciones y formatos
Todas las canciones escritas y compuestas por Regina Spektor. 
| «Laughing With»/ «Blue Lips». Sencillo en formato AAC |                 |          |  |
| N.º                                                   | Título          | Duración |  |
| 1.                                                    | «Laughing With» | 3:14     |  |
| 2.                                                    | «Blue Lips»     | 3:32     |  |

| EP (edición limitada para Estados Unidos) |                                                      |          |  |
| N.º                                       | Título                                               | Duración |  |
| 1.                                        | «Laughing With»                                      | 3:14     |  |
| 2.                                        | «Folding Chair»                                      | 3:35     |  |
| 3.                                        | «The Call»                                           | 3:09     |  |
| 4.                                        | «The Noise» (del álbum en vivo Live from Bull Moose) | 3:20     |  |

Fuente: Discogs